# Серафинці
Серафинці — село в Україні, у Городенківській міській громаді Коломийського району Івано-Франківської області. До 2020 року підпорядковане Серафинецькій сільській раді. Населення — 2008 особи.
Відповідно до Розпорядження Кабінету Міністрів України від 12 червня 2020 року № 714-р «Про визначення адміністративних центрів та затвердження територій територіальних громад Івано-Франківської області» увійшло до складу Городенківської міської громади.

## Географія
У селі річка Гуркало зливається з річкою Червона і утворився потік Лемиць, правий доплив Дністра.

## Герб
В щиті, скошеному зліва золотим і зеленим, вузький срібний перев'яз зліва. Поверх усього срібний вітряк, супроводжуваний знизу таким же плугом вліво.

## Історія

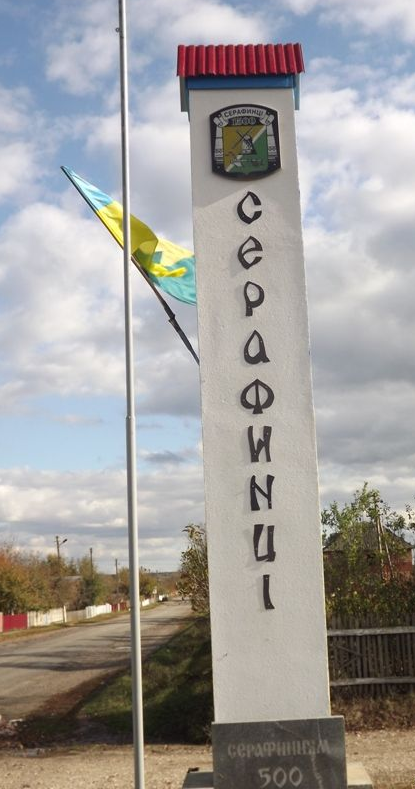
Стела на в'їзді

Вперше село згадується в 1500 році. 1621 року Серафинці спалили татари.

### Радянські часи
З приходом Червоної армії почалась насильна мобілізація селян, які натомість добровільно йшли в УПА.
У 1946 році поновлено діяльність колгоспу, в якому тоді налічувалося 50 родин. Землю обробляли примітивним способом, основною тягловою силою були коні, та ще машинно-тракторна станція (МТС) надавала допомогу одним трактором «Універсал». Урожаї були невисокі, на трудодень колгоспникам видавали 500 грамів зерна і по кілька копійок.
У 1948 році відбулася суцільна колективізація. У Серафинцях створили два колгоспи: на Миколинському куті — «17 вересня» на чолі з головою Миколою Дейпуком, а на Вознесенському куті — імені XVI партз'їзду (голова — Микола Безмутько). Бригадирами були: в колгоспі «17 вересня» Теодор Бачинський, Іван Білоголовка, Іван Понічевський, Микола Яківчик; в імені XVI партз'їзду — Микола Боюк, Михайло Березовський, Василь Гнатчук, Василь Козаченко.
Того ж року головою колгоспу «17 вересня» обрали Олександра Коваліва, який зумів налагодити трудову дисципліну й підняти економіку, а 1949 року два колгоспи об'єднали в один — «17 вересня», де створили чотири польові бригади, які очолили Теодор Бачинський, Василь Москалик, Микола Яківчик, Михайло Березовський. Кормову бригаду очолив Василь Бойчук, а городню — Іван Бережанський. Колгосп обслуговували п'ять тракторів з МТС. Врожайність зернових становила 15 центнерів з гектара. У тваринництві було 80 голів великої рогатої худоби, 30 голів молодняка, 400 свиней, 200 овець і 300 курей. За 1949 рік колгоспники одержали на трудодень по кілограмові зерна та 50 копійок грішми.
Наприкінці 1953 року головою колгоспу став Іван Січкар, його заступником — Василь Гнатчук, агрономом — Олександра Січкар. За головування Івана Січкаря (1953—1965) колгосп став стабільним. Врожаї зернових зросли до 35-40, цукрових буряків збирали по 360, тютюну — 15 ц/га. На трудодень стали видавати по два кілограми зерна і два карбованці.
Прибутки дозволили подумати і про соціальний розвиток села. В той час було здійснено такі заходи:
- добудовано дитсадок за типовим проектом;

- споруджено стадіон;

- реставровано два млини;

- збудовано дві крамниці на обох кутах;

- електрифіковано село.

Будівництво в колгоспі й у селі велося під керівництвом майстра Миколи Бачинського та його помічників Амброзія Галущака, Івана Бачинського, Романа Жугаєвича, Миколи Галущака, Василя Онуцького.
У 1966 році Івана Січкаря перевели на роботу в районне управління сільського господарства райвиконкому, а колгосп очолив Лука Стефаник. За його головування зросли врожаї, перейшли на грошову оплату праці, збудували нове приміщення школи, зернові склади, їдальню для механізаторів.
Наступного року Луку Стефаника перевели на роботу в колгосп «Маяк», а головою колгоспу «17 вересня» став Василь Гнатчук. Урожайність зернових тепер становила 42-45, а цукрових буряків — 400 ц/га.
У 1967 році відкрито новозбудований будинок культури, цегельний завод, упорядковано сільські дороги.
У 1970-му колгосп «17 вересня» об'єднали з колгоспом «Маяк» (Городенка). Головою об'єднаного господарства став Лука Стефаник. У Серафинцях був створений відділок № 1, а новий колгосп назвали «Ленінським шляхом». Керівником серафинського відділку став Василь Миленький (1970—1974), а після нього відділком керували Василь Гнатчук (1971—1985) і Дмитро Яремович (1985—1990).

## Населення

### Мова
Розподіл населення за рідною мовою за даними перепису 2001 року:
| Мова       | Кількість | Відсоток |
| ---------- | --------- | -------- |
| українська | 2291      | 99.52%   |
| російська  | 9         | 0.39%    |
| білоруська | 2         | 0.09%    |
| Усього     | 2302      | 100%     |

## Економіка
Діючі підприємства:
- аграрна сфера — ТОВ «Ямгорів Агро» та фермерські господарства
- діяльність каменедобування — ТОВ «Печери»
- сфера торгівлі — ТОВ «Аптека Світлана»,
- будівництво — ПП «Серафима»,
- послуги з ремонтних робіт — МП «Веселка»

Є відділення Ощадбанку.

## Соціальна сфера
Серафинецька загальноосвітня школа І-ІІІ ступенів (директор — Харук Любов Василівна), Серафинецький дитячий навчальний заклад «Журавлик», будинок культури, Серафинецька музична школа, Серафинецька амбулаторія, Відділення поштового зв'язку

## Транспорт
Серафинці лежать вздовж автомобільної дороги місцевого значення, є автобусна зупинка. Через село курсують автобуси Тернопіль — Коломия, Кам'янець-Подільський — Калуш, Івано-Франківськ — Серафинці. За 6 км від села знаходиться залізнична станція Ясенів-Пільний.

## Пам'ятки
В селі є пам'ятник Т. Г. Шевченку, біля якого проводяться свята, приурочені пам'яті Кобзарю. В центрі встановлено гранітну плиту із фото Лева Бачинського.
Пам'ятник на честь загиблих на Великій Вітчизняній війні. Споруджений в вигляді зрізаної піраміди, встановленої на багатоступінчастому постаменті. Пам'ятник вінчає п'ятикутна зірка. У верхній його частині розташований орден Великої Вітчизняної війни. По обидві сторони пам'ятника знаходяться меморіальні дошки з прізвищами полеглих. Виготовлено пам'ятник з червоного каменю і з/б. Висота піраміди — 2,2 м.

## Релігійне життя
Церква Перенесення мощей св. Миколая (кам'яна, 1882 р.)
Церква Євангельських християн баптистів

## Спорт
- Футбольна команда — «Каменяр». Бере участь на першість області.
- Туристична команда — «Ірбіс» (Тренер — Симків Богдан Володимирович). Неодноразовий призер і чемпіон обласних змагань.

## Відомі люди

### Народились
- Шухевич Степан Євгенович — громадський і військовий діяч, отаман УСС (1914—1915), отаман УГА (1918—1919), визначний адвокат.
- Левицький Микола — шеф штабу Воєнної Округи УПА «Заграва», інспектор штабу УПА-Північ.
- Бачинський Лев — український галицький державний діяч, політик. У 1992 році на місці будинку, в якому він народився, встановлений пам'ятний знак (автор — І. Яшан)[8].
- Литвинович Ярослав — економіст, кооперативний діяч в Галичині, державний секретар торгівлі ЗУНР.
- Новак Аполінарій Васильович (1885—1955) — український письменник, учений, журналіст.
- Васкул Орест Петрович — український політичний, громадський діяч, член ОУН (б)[9]
- Ощипко Ігор — український футболіст, захисник львівських «Карпат», гравець національної збірної України
- Бабій Василь — український письменник, краєзнавець
- Матійчик Василь
- Топольницький Василь — громадський діяч і «піонер» української кооперації в Канаді.
- Шинкарук Василь Дмитрович (* 1961) — український мовознавець.
- Якимович Богдан Зіновійович (1952 - 2022) - український вчений-історик, доктор історичних наук, професор кафедри історичного краєзнавства Львівського національного університету імені Івана Франка. Сфера наукових інтересів: франкознавство, військова і воєнна історія, вексилологія, лексикографія. Заслужений працівник культури України.

Село є родинним гніздом для родини Велигорських. Тут народився Велигорський Мирослав-Іван де-Семигород (*4 січня 1920 року) — український діаспорянин — громадянин Канади — дослідник історії української культури, освіти, діяч спортового руху на Західній Україні, згодом Канади, організатор громадського життя українців Канади та екологічний діяч на теренах канадійських.

### Перебували
- Василь Стефаник — класик української літератури, часто бував
- Іван Франко — у 1910 році ночував у вчителя Василя Бачинського (батька Левка Бачинського) після того, як мав виступ у Городенці.

## Поширені прізвища
Яшан, Калинка, Чайковські, Велигорські, Крижановські, Топольницькі, Бачинські, Онуцькі, Островські, Рогожинські, Войцеховські, Кнігиницькі, Романовські, Скавронські, Бережанські, Березовські, Городецькі, Козаченки (численні), Петриченки, Курганевичі, Жугаєвичі, Шлемкевичі, Бурнадзи, Боюки, Подольські, Хошинські, Ілієвичі, Левицькі, Панічевські, Бучовські, Лучицькі, Якимовичі, Яримовичі, Загаровські, Лазаровичі, Лукавецькі, Атаманюки, Яківчики, Матійчики, Кабани, Петрини, Фалати, Русковолошини, Унгуряни, Бабії, Дейпуки, Козорізи, Потягайли, Білоголовки, Ощипки, Діки, Гнатчуки, Гривули й Унгуряни.

## Галерея

Будинок культуриБудинок культури
Церква Перенесення мощей св. МиколаяЦерква Перенесення мощей св. Миколая
пам'ятник Т.Г. Шевченкупам'ятник Т.Г. Шевченку